# Glanzend broedpeermos
Glanzend broedpeermos (Pohlia andalusica) is een mossoort uit de sterrenmosfamilie (Mniaceae).

## Ecologie
Glanzend broedpeermos is een pioniersoort op zure, heideachtige, zandige of stenige bodems, onder meer in wielsporen, en op metaalhoudend mijnafval.

## Verspreiding
Het is een boreaal-montane soort. In Nederland komt de soort zeer zeldzaam voor en staat op de rode lijst in de categorie 'Gevoelig'. Glanzend broedpeermos is tussen 1846 en 1879 verzameld bij Ede, Soestdijk en Denekamp en in 1978 bij Onstwedde. Na 1980 zijn geen nieuwe locaties gevonden.